# Auberry
Auberry és una concentració de població designada pel cens dels Estats Units a l'estat de Califòrnia. Segons el cens del 2000 tenia 2.053 habitants.

## Demografia
Segons el cens del 2000, Auberry tenia 2.053 habitants, 722 habitatges, i 539 famílies. La densitat de població era de 41,4 habitants/km².
Dels 722 habitatges en un 35,6% hi vivien nens de menys de 18 anys, en un 61,8% hi vivien parelles casades, en un 9,4% dones solteres, i en un 25,3% no eren unitats familiars. En el 21,3% dels habitatges hi vivien persones soles el 10% de les quals corresponia a persones de 65 anys o més que vivien soles. El nombre mitjà de persones vivint en cada habitatge era de 2,67 i el nombre mitjà de persones que vivien en cada família era de 3,12.
Per edats la població es repartia de la següent manera: un 26,3% tenia menys de 18 anys, un 6,2% entre 18 i 24, un 22,5% entre 25 i 44, un 26,2% de 45 a 60 i un 18,9% 65 anys o més.
L'edat mediana era de 42 anys. Per cada 100 dones de 18 o més anys hi havia 90 homes.
La renda mediana per habitatge era de 34.621 $ i la renda mediana per família de 42.083 $. Els homes tenien una renda mediana de 36.172 $ mentre que les dones 27.097 $. La renda per capita de la població era de 18.106 $. Entorn del 9,4% de les famílies i el 13,8% de la població estaven per davall del llindar de pobresa.

## Poblacions més properes
El següent diagrama mostra les poblacions més properes.